# Messier 5
M5 (Messierobjekt 5) eller NGC 5904 är en klotformig stjärnhop i Ormens stjärnbild. Den upptäcktes av den tyske astronomen Gottfried Kirch 1702. M5 befinner sig på ett avstånd av cirka 24500 ljusår från jorden och har en skenbar magnitud på 5,6 vilket innebär att den går att observera med blotta ögat under gynnsamma förhållanden. Oftast behövs det åtminstone en kikare. M5 innehåller uppskattningsvis mer än 100 000 stjärnor. Med starkare teleskop går det att urskilja stjärnor, där de ljusstarkaste har skenbar magnitud 12,2.
Kirch upptäcktes stjärnhopen när han studerade en komet. Den franske astronomen Charles Messier, som gjorde Messier-katalogen noterade den 1764, men trodde att den var en nebulosa. Den tysk-brittiske astronomen William Herschel blev därför sedan den förste att upplösa individuella stjärnor i stjärnhopen med sitt teleskop 1791. Han kunde med sin instrumentering räkna till 200 stjärnor.

## Bildgalleri

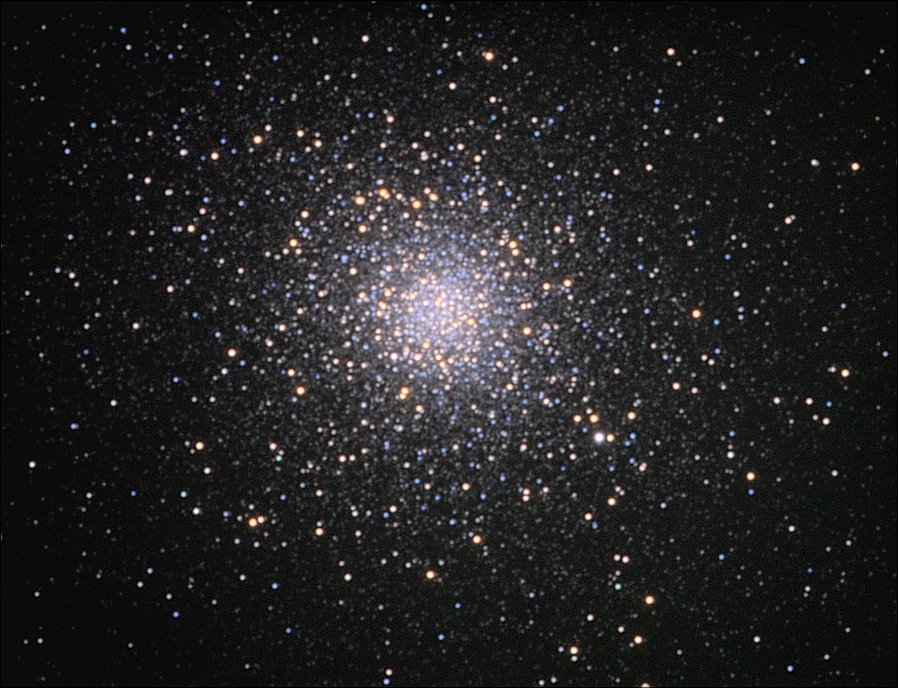
M5 med ett vidvinkelfoto av den amerikanske matematikern Robert J. Vanderbei.
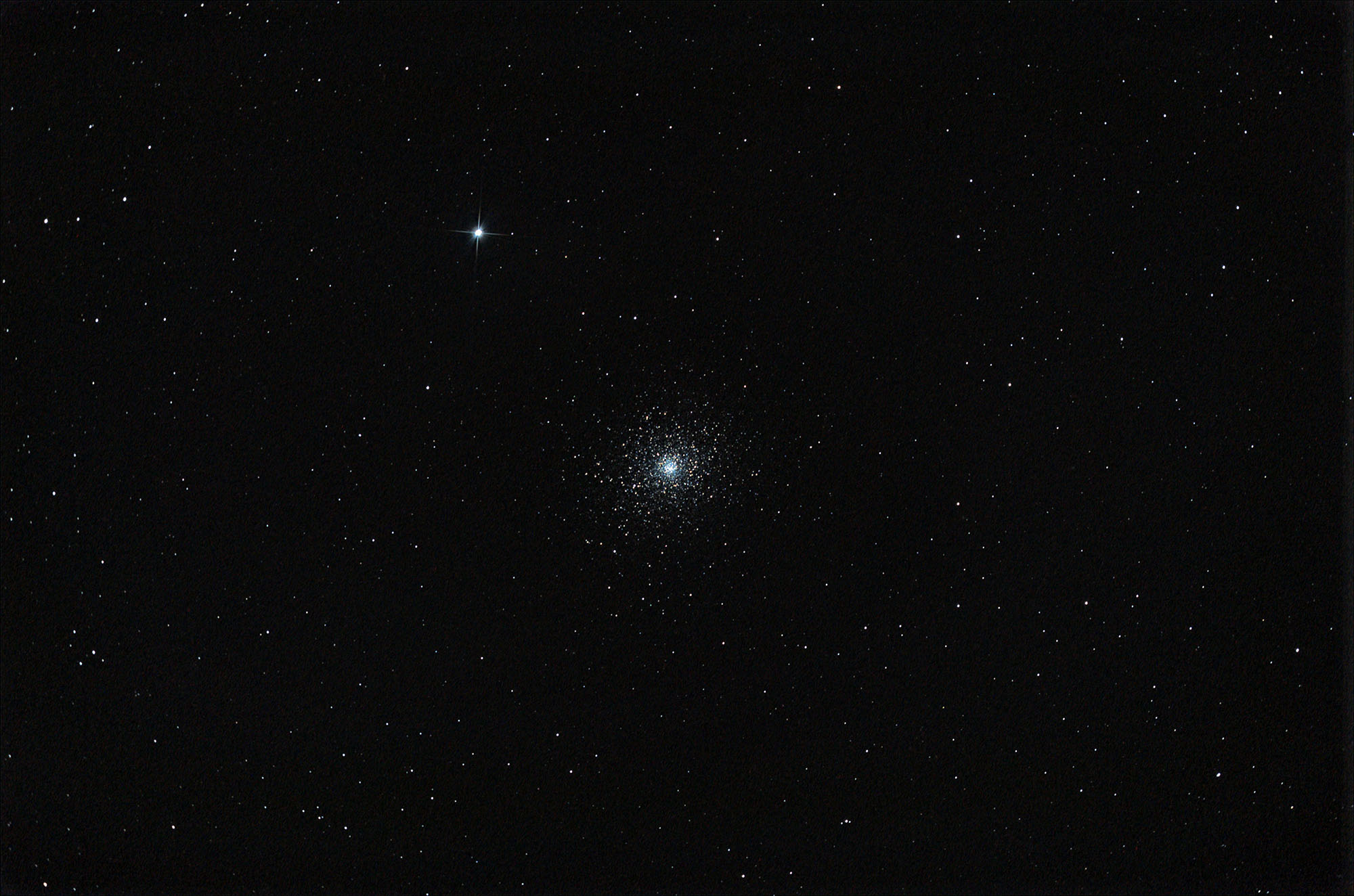
M5 fotograferad med DSLR-kamera.